# Gerobrunettia kagora
Gerobrunettia kagora är en tvåvingeart som beskrevs av Quate 1967. Gerobrunettia kagora ingår i släktet Gerobrunettia och familjen fjärilsmyggor. Inga underarter finns listade i Catalogue of Life.